# Zahlungsort
Zahlungsort ist im Schuldrecht Deutschlands der Ort, an dem der Schuldner seinem Gläubiger die Geldschuld zu erbringen hat.

## Allgemeines
Bei Verträgen jeder Art (insbesondere Kaufverträge, Dauerschuldverhältnisse wie Miete) verpflichtet sich ein Vertragspartner (Käufer, Mieter) zur Zahlung seiner Geldschuld. Dabei stellt sich die Rechtsfrage, wo der Schuldner diese Geldschuld zu entrichten hat. Das wird beim Präsenzhandel der Geschäftsraum des Verkäufers sein, wo auch Zug um Zug die Übergabe der Kaufsache erfolgt. Beim Versendungskauf dagegen ergibt sich der Zahlungsort im Regelfall aus den Zahlungsbedingungen.

## Rechtsfragen
Ist vertraglich jedoch nichts vereinbart, hat der Schuldner die Geldschuld auf seine Gefahr und seine Kosten dem Gläubiger an dessen Wohnsitz zu übermitteln (§ 270 Abs. 1 BGB), bei Gewerbebetrieben als Gläubiger ist der  Geschäftssitz oder der Ort der Niederlassung der Zahlungsort (§ 270 Abs. 2 BGB). Die „Gefahr und Kosten“ lastet diese Vorschrift dem Schuldner an. Er trägt beispielsweise die Bankgebühren, die für eine Überweisung der Geldschuld anfallen. Der Schuldner trägt auch die Verlust- oder Transportgefahr, so dass er von seiner Leistungspflicht nicht befreit wird, wenn sein Geld beim Gläubiger nicht ankommt. Hiervon erfasst ist aber nicht die Gefahr, dass sich die Übermittlung des Geldes verzögert, denn der Leistungsort bleibt nach § 269 Abs. 1, § 270 Abs. 4 BGB der Wohnsitz des Schuldners. Der Schuldner muss zwar rechtzeitig alles getan haben, was seinerseits am Leistungsort erforderlich ist, um den Gläubiger zu befriedigen; der Leistungserfolg – die Gutschrift des Überweisungsbetrages auf dem Zahlungsempfängerkonto – gehört nach Ansicht des Bundesgerichtshof (BGH) jedoch nicht mehr zur Leistungshandlung des Schuldners.
In diesem Urteil vom Oktober 2016 geht der BGH auf die vorangegangene Rechtsunsicherheit ein, welche die Richtlinie 2011/7/EU des Europäischen Parlaments und des EU-Rates vom 16. Februar 2011 zur Bekämpfung von Zahlungsverzug im Geschäftsverkehr und ein Urteil des Gerichtshofs der Europäischen Union (EuGH) ausgelöst hatten; sie ändern nach Auffassung des BGH für den Verbraucher als Schuldner nichts. Im Geschäftsverkehr von Unternehmen untereinander (Business-to-Business) oder mit der öffentlichen Verwaltung (Business-to-Administration) gilt jedoch, dass die Zahlung des Schuldners als verspätet anzusehen ist, wenn der Gläubiger nicht rechtzeitig über den geschuldeten Betrag verfügen kann; der geschuldete Betrag muss auf dem Konto des Gläubigers gutgeschrieben worden sein.